# Bệnh u xơ vú
U xơ tuyến vú hay còn gọi là bướu sợi tuyến, là một dạng u lành tính phổ biến của tuyến vú. U tròn, nhẵn, tạo cảm giác như một u nang nhưng nó nhẵn, cứng giống như hòn bi rơi vào trong mô vú. U này di động dễ dàng trong mô vú và thường ở gần núm vú nhưng cũng có thể xuất hiện ở bất kỳ nơi nào trong vú và rất dễ phân biệt với mô vú còn lại.
U tuyến xơ có thể xuất hiện ở bất kỳ tuổi nào cho tới khi mãn kinh như u xơ khi sắp mãn kinh, u tuyến xơ ở tuổi thanh niên hoặc đầu tuổi 20.

## Nguyên nhân
Yếu tố quan trọng nhất dẫn đến tình trang u xơ vú đó là sự thay đổi nội tiết tố bình thường trong chu kỳ hàng tháng của người phụ nữ. Các nội tiết tố như estrogen và progesteron trực tiếp ảnh hưởng đến các mô vú, nhân tế bào và tế bào tăng trưởng do sự thay đổi đó. Sự mất cân bằng nội tiết tố khác bao gồm prolactin (kích thích tuyến vú phát triển và bài tiết sữa), insulin, yếu tố tăng trưởng và hormon tuyến giáp. Các hormon được sản xuất trong tế bào vú gửi tín hiệu cho các tế bào lân cận chịu trách nhiệm cho sự tăng trưởng tế bào và phân chia. Nếu quá trình này bị cản trở, sự tăng trưởng tế bào bị dừng lại và kết quả là u xơ vú.

## Triệu chứng
Khoảng 1/3 số phụ nữ có u xơ vú sau tuổi 30. Họ có thể bị một số loại đau và khó chịu có thể gây ảnh hưởng đến hoạt động hàng ngày. Trong một số trường hợp phụ nữ bị đau rất nặng.
Các triệu chứng của u xơ vú có thể xấu đi trong thời kỳ kinh nguyệt hoặc ngay trước đó. Khi hết kỳ kinh nguyệt thì các triệu chứng biến mất. Thông thường, phụ nữ bị u xơ vú có thể cảm thấy đau, rát, sưng và nhạy cảm. Cảm giác căng ngực hay xuất hiện, có thể thấy ngứa ở núm vú...

## Chẩn đoán
Khi kiểm tra thể chất, bác sĩ sẽ kiểm tra cục u và các vấn đề khác ở hai vú. Tùy thuộc vào độ tuổi của bạn và các đặc tính của khối u, bác sĩ có thể đề nghị một hay nhiều hơn các xét nghiệm sau đây:

### Chụp nhũ ảnh
Sử dụng tia X để tạo ra một hình ảnh (chụp quang tuyến vú) của khu vực nghi ngờ trong các mô vú của bạn. Một u tuyến xơ thường xuất hiện trên chụp quang tuyến vú là một khối vú mịn màng, các cạnh tròn, khác biệt với xung quanh mô vú. Để đánh giá một nghi ngờ u tuyến xơ, chụp nhũ ảnh thường được thực hiện cho phụ nữ 30 tuổi trở lên.

### Siêu âm vú
Nếu bạn dưới 30 tuổi, bác sĩ có thể lựa chọn một siêu âm vú thay vì chụp hình vú để đánh giá một khối u vú. Mô vú dày ở phụ nữ trẻ làm cho chụp nhũ ảnh khó giải thích. Siêu âm vú có thể giúp bác sĩ xác định một khối u vú là rắn hay chứa đầy chất lỏng. Một khối rắn có nhiều khả năng là một u tuyến xơ, và một khối chứa đầy dịch có nhiều khả năng là u nang.

### Chọc hút bằng kim
Thông qua một kim nhỏ đưa vào các khối u vú, bác sĩ cố gắng để rút dịch của các khối u vú. Nếu chất lỏng đi ra, khối u rất có thể là một u nang.

### Lõi kim sinh thiết
Để chắc chắn một khối u vú rắn là u tuyến xơ và không bị ung thư vú, bác sĩ có thể khuyên bạn nên làm sinh thiết lõi kim - sử dụng một cây kim lớn hơn để lấy các mẫu mô từ khối u và gửi để phân tích.

## Điều trị
Trong nhiều trường hợp, điều trị là không cần thiết. Tuy nhiên nhiều người chọn phẫu thuật để yên tâm. 
- Nếu bác sĩ chắc chắn rằng khối u vú đó là một u tuyến xơ và không bị ung thư vú - dựa trên kết quả của khám vú lâm sàng, thử nghiệm hình ảnh và sinh thiết - phẫu thuật có thể là không cần thiết.
- Nếu không loại bỏ u tuyến xơ, tiếp tục theo dõi là rất quan trọng để đảm bảo nó không phát triển lớn hơn.
- Nên phẫu thuật cắt bỏ u tuyến xơ nếu một trong các bài kiểm tra - khám vú lâm sàng, thử nghiệm hình ảnh hoặc sinh thiết - là bất thường.
- Các thủ tục để loại bỏ một u tuyến xơ được gọi là cắt bỏ khối u hay sinh thiết cắt bỏ. Các mô này sẽ được kiểm tra trong phòng thí nghiệm để kiểm tra ung thư.
- Các khối u cần phải được đánh giá bằng cách chụp quang tuyến vú, siêu âm và có thể sinh thiết - để xác định xem đó là u tuyến xơ hoặc ung thư. Có thể phải phẫu thuật để loại bỏ các u tuyến xơ nếu nó gây lo lắng.

## Phòng ngừa
U xơ vú có thể phòng ngừa bằng nhiều cách khác nhau như: thay đổi chế độ ăn uống, tập thể dục đều đặn,... và dùng các chế phẩm bổ sung giúp điều hòa kinh nguyệt, điều hòa lượng hormone trong cơ thể. Các chế phẩm đó thường chứa các thành phần dược liệu như Hương phụ, Đương quy, Xuyên khung,...(Nhũ ngọc) ngăn cản sự hình thành u cục do rối loạn nội tiết.